# Thomas Gilman
Thomas Gilman (n. 28 mai 1994, Council Bluffs⁠(d), Iowa, SUA) este un luptător ce a reprezentat Statele Unite ale Americii, medaliat olimpic. A participat la o ediție a Jocurilor Olimpice (2020) în care a câștigat o medalie de bronz.